# Новоперсіановка
Новоперсіановка — селище в Октябрському районі Ростовської області Росія.
Входить до складу Красюковського сільського поселення.
Населення селища — 1105 осіб (2010 рік).

## Географія
Селище Новоперсіановка складене з двох частин. Південно-східна частина була за радянської доби 1-им відділенням радгоспу Персіановський. Північно західна частина селища Новоперсіановка розташована у верхів'ях Каратаєвої балки, правої притоки Малого Несвітаю; південно-східна частина - над Топкою балкою, правою притокою річки Сусала, що є правою притокою Грушівки.

### Вулиці
| - вул. Гагаріна - вул. Гвардійська - вул. Запасного - вул. Клубна - вул. Колпакова - вул. Комсомольська - вул. Лісова - вул. Миру - вул. Молодіжна - вул. Московська - вул. Нова | - вул. Павловська - вул. Паркова - вул. Польова - вул. Радянська - вул. Спортивна - вул. Степова - вул. Транспортна - вул. Центральна - вул. Чехова - вул. Шкільна - вул. Ювілейна |

## Соціальна сфера
У Новоперсіановці розташована школа № 68, а також сільська бібліотека.

## Цікаві факти
Космонавт Скотт Келлі сфотографував з космосу вкриті снігом сільськогосподарські поля Новоперсіановки, що здалися йому дуже красивими.